# Tanner Buchanan
Tanner Emmanuel Buchanan (sinh ngày 8 tháng 12 năm 1998) là một diễn viên người Hoa Kỳ. Anh được biết đến với vai diễn Leo Kirkman trong bộ phim chính trị ABC Tổng thống bất đắc dĩ và Robby Keene trong loạt phim Cobra Kai của Netflix. Anh cũng được biết đến với vai diễn Cameron Kweller trong bộ phim hài lãng mạn He's All That.

## Tiểu sử
Buchanan sinh ra ở Lima, Ohio, với Steve và Marlona Buchanan. Anh lớn lên trong một gia đình theo đạo Thiên chúa và theo học tại trường tiểu học Glandorf ở Ohio. Anh chuyển đến Los Angeles cùng gia đình vào năm 2007 để theo đuổi sự nghiệp diễn xuất.

## Danh sách phim
| Năm       | Tựa đề                                 | Vai               | Ghi chú                             |
| --------- | -------------------------------------- | ----------------- | ----------------------------------- |
| 2010      | Modern Family                          | Kid #2            | Tập phim: "Halloween"               |
| 2011      | Untitled Jeff and Jackie Filgo Project | Jimmy             | Phim truyền hình                    |
| 2012      | The Real St. Nick                      | Cynical Kid       | Phim truyền hình                    |
| 2013      | Jake Squared                           | Sammy             | Phim                                |
| 2013      | Grey's Anatomy                         | Lucas             | Tập phim: "Idle Hands"              |
| 2013      | Major Crimes                           | Michelle Brand    | Tập phim: "Boys Will Be Boys"       |
| 2013      | Ghost Ghirls                           | Hero              | Tập phim: "Field of Screams"        |
| 2013–2014 | The Goldbergs                          | Evan Turner       | 2 tập                               |
| 2014      | Growing Up Fisher                      | Slade             | Tập phim: "Work with Me"            |
| 2014      | Mixology                               | Young Dom         | Tập phim: "Fab & Jessica & Dominic" |
| 2015      | Girl Meets World                       | Charlie Gardner   | Vai diễn định kỳ; 3 tập             |
| 2015–2019 | Game Shakers                           | Mason Kendall     | Vai diễn định kỳ; 6 tập             |
| 2015      | The Heyday of the Insensitive Bastards | Bobby Bell        | Phim                                |
| 2016      | The Fosters                            | Jack Downey       | Vai diễn định kỳ; 6 tập             |
| 2016–2018 | Tổng thống bất đắc dĩ                  | Leo Kirkman       | Nhân vật chính; 28 tập              |
| 2017      | Anything                               | Jack Sachman      | Phim                                |
| 2017      | Fuller House                           | Chad Brad Bradley | 2 tập                               |
| 2018      | The Goldbergs: 1990-Something          | Mike Stamm        | Phim truyền hình                    |
| 2018–2025 | Cobra Kai                              | Robby Keene       | Nhân vật chính; 50 tập              |
| 2019      | Max Winslow and the House of Secrets   | Connor Lawson     | Phim                                |
| 2019      | Sinister Seduction                     | Dylan Warren      | Phim                                |
| 2020      | Deputy                                 | Brendan           | Tập phim: "10-8 Entitlements"       |
| 2020      | Chance                                 | Colton            | Phim                                |
| 2021      | He's All That                          | Cameron Kweller   | Phim                                |
| 2022      | The Hyperions                          | Apollo            | Phim                                |